# Paul Gerrard
Paul William Gerrard (* 22. Januar 1973 in Heywood) ist ein ehemaliger englischer Fußballtorwart. Er stand vor allem in der höchsten englischen Spielklasse als Torhüter von Oldham Athletic, des FC Everton und kurzzeitig Sheffield United zwischen den Pfosten. Dazu bestritt er 18 Länderspiele für die englische U-21-Auswahl. Mit dem ehemaligen englischen Nationalmannschaftskapitän Steven Gerrard ist er weder verwandt noch verschwägert.

## Sportlicher Werdegang

### Oldham Athletic
Gerrard begann seine Torhüterlaufbahn in der Nachwuchsabteilung von Oldham Athletic und kam nach der Einführung der Premier League am 5. Dezember 1992 unter dem langjährigen Trainer Joe Royle bei den Queens Park Rangers (2:3) zu seinem Erstligadebüt. Als junges Torhütertalent wurde er ab 1993 dazu regelmäßig in die englische U-21-Auswahl berufen und gab am 30. März 1993 gegen die Türkei (0:0) in Izmir seinen Einstand. Gemeinsam mit der U-21 gewann er im selben Jahr das Turnier von Toulon und wurde als bester Torhüter des Turniers ausgezeichnet. In Oldham war er dann vor allem nach dem Abstieg 1994 Stammkeeper in der zweiten Liga. Dort war jedoch an eine Rückkehr in die Premier League nicht zu denken und nach Platz 18 in der Saison 1995/96 schloss er sich im Juli 1996 dem Erstligisten FC Everton an.

### FC Everton
Maßgeblich hinter dem Transfer für eine Ablösesumme von 1 Million Pfund war Royle, der seit November 1994 Trainer der „Toffees“ war. Gerrard sollte dabei langfristig die Nachfolge des „legendären“ Neville Southall antreten. Der Übergang ließ jedoch einige Jahre auf sich warten, da Southall auch in sehr fortgeschrittenem Alter noch die „Nummer 1“ blieb. Im Frühling 1997 schien die Ablöse konkrete Formen anzunehmen, aber Gerrard konnte die ihm gebotenen Chancen nicht nutzen und zeigte sich nervös und mit wenig Selbstvertrauen ausgestattet. Evertons neuer Trainer Howard Kendall nahm dies zur Kenntnis und suchte im November 1997 mit der Verpflichtung des kommenden norwegischen Nationaltorhüters Thomas Myhre für Sicherheit und Verstärkung. Auf Anhieb überzeugte Myhre mit einer Serie guter Leistungen und schnell verglichen diesen Evertons Fans mit Peter Schmeichel. Auch unter dem neuen Trainer Walter Smith, der im Juli 1998 Evertons Cheftrainer geworden war, blieb Myhre weiter Stammkeeper in Everton und dazu gesellte sich das Torwarttalent Steve Simonsen von den Tranmere Rovers – der 19-Jährige war bereits Stammkeeper in der englischen U-21-Auswahl.
Aus diesem offenen Dreikampf verabschiedete sich Gerrard, indem er im Dezember 1998 an den Zweitligisten Oxford United ausgeliehen wurde. Nach Gerrards Rückkehr brach sich Myhre im Sommer 1999 den Knöchel und verpasste somit den Beginn der Saison 1999/2000. Nun gelang es Gerrard, Konstanz und Selbstvertrauen auf der Torhüterposition auszustrahlen, so dass Smith auch weiter auf ihn vertraute, nachdem sich Myhre wieder als genesen zurückgemeldet hatte. Als sich dann Gerrard selbst verletzte und Myhre die Möglichkeit zur Rückkehr bot, zeigte nun dieser Nerven mit einigen Aussetzern, so dass Gerrard wieder Stammkeeper nach seinem Comeback wurde und Myhres Zeit schnell dem Ende entgegenging. Gerrard hatte scheinbar seinen Status als neue Nummer 1 zementiert; er blieb jedoch bei weiten Teilen der Anhängerschaft umstritten und sah sich aufgrund seiner scheinbaren Anfälligkeit bei Standardsituationen Kritik ausgesetzt. Auch an seiner Fähigkeit, die Abwehrreihe zu kommandieren, wurde gezweifelt. So war im Oktober 2001 eine „Slapstick-Situation“ gegen Newcastle United (1:3), als er vor einem Gegentor seinen eigenen Mitspieler Abel Xavier umrannte, der Tropfen der das Fass um Überlaufen brachte. Im nächsten Spiel stand Simonsen zwischen den Pfosten und eroberte sich in der Folgezeit den Stammplatz. Gerrard war fortan zumeist Reservetorwart und erst gegen Ende der Saison 2001/02 kam er zu drei Einsätzen, vorrangig deswegen, weil der neue Trainer David Moyes die Optionen auf der Torhüterposition prüfte. Moyes entschied sich dafür, mit Richard Wright von Arsenal einen neuen Schlussmann zu verpflichten, womit Gerrards Vorzeichen auf Abschied standen. 
Im November 2002 lieh ihn Everton an den Zweitligisten Ipswich Town aus, der erneut von Gerrards Förderer Joe Royle trainiert wurde. Pläne, das Leihengagement in einen dauerhaften Wechsel umzuwandeln, zerschlugen sich jedoch, als sich Gerrard erneut verletzte. Die nächsten Wechselgerüchte im Sommer 2003 waren ebenfalls substanzlos. Stattdessen folgte ab Ende August 2003 für drei Monate ein weiteres Leihengagement bei Sheffield United, einem weiteren Zweitligisten. Hier zeigte sich Gerrard in 16 Ligapartien als ein zuverlässiger Schlussmann, aber erneut kam es auch dort nicht zu einem dauerhaften Engagement. Bis zum Ende des Kontrakts in Everton im Sommer 2004 wurde er in den letzten beiden Monaten erneut ausgeliehen, nunmehr an Nottingham Forest. In Nottingham war man anschließend bereit, Gerrard ablösefrei unter Vertrag zu nehmen.

### Nottingham Forest
Gerrard war Stammkeeper von Nottingham Forest in der Saison 2004/05 und verpasste nur vier von 46 Ligapartien. Dennoch endete das Jahr enttäuschend mit dem Abstieg in die Drittklassigkeit und plötzlich fand sich Gerrard nach der Verpflichtung des Dänen Rune Pedersen nur als noch „zweite Wahl“ vor, nachdem er sich in der Saisonvorbereitung am Knie verletzt hatte. Er wollte bereits den Klub wieder verlassen, bevor er Ende August 2005 gegen den FC Gillingham (3:1) wieder eingesetzt wurde. Unter dem neuen Trainer Gary Megson fiel er dann in der Hierarchie hinter Leih-Keeper Russell Hoult zurück, bevor dieser im Oktober vorzeitig „zurückbeordert“ wurde und den Weg für Gerrard freimachte.
Am 15. Februar 2006 musste Gerrard früh in der Partie gegen seinen Ex-Klub Oldham Athletic (0:3) mit Knieproblemen ausgewechselt werden. Er ließ sich anschließend operieren und kam danach nur noch zu seinem Einsatz unter dem neuen Trainerteam Ian McParland und Frank Barlow. Es folgte seine Freistellung zum Ende der Spielzeit 2005/06, wobei der angestrebte Wiederaufstieg in die zweite Liga verpasst worden war.

### Karriereausklang
Ende September 2006 schloss sich Gerrard für vier Monate erneut Sheffield United in der Premier League an, vornehmlich als „Backup“ im Kader. Nach gerade einmal drei Pflichtspielen wurde das Engagement zunächst wieder beendet, bevor sich Sheffields neuer Trainer Bryan Robson nach dem Abstieg im August 2007 dazu entschied, Gerrard noch einmal einen Einjahresvertrag anzubieten. Dieser hatte erneut mit Knieproblemen zu kämpfen und musste Anfang März 2008 für den Rest der Saison aussetzen.
Im Juli 2009 schloss er sich dem Drittligisten Stockport County an, kam dort jedoch zu keinem Pflichtspieleinsatz. Er wechselte fortan in den Job als Torwarttrainer und begann bei seinem Ex-Klub Oldham Athletic. Er blieb formal als Spieler registriert und vertrat Anfang November 2011 Alex Cisak gegen den FC Bury (0:2), nachdem dieser des Feldes verwiesen worden war – dabei hielt er sogar einen Elfmeter.

### Torwarttrainer
Nach dem Beginn seiner Tätigkeit als Torwarttrainer für Oldham Athletic im Juni 2010 (parallel bis 2011 auch noch für Shrewsbury Town), wechselte er drei Jahre später zu den Doncaster Rovers, wo sein ehemaliger Trainer Paul Dickov nun sportlich verantwortlich war. In Doncaster war er rund achteinhalb Jahre unter sieben verschiedenen Cheftrainern tätig.
Nächste Station als Torwarttrainer war ab Februar 2022 der Viertligist Carlisle United. Obwohl sich während seiner Zeit der Klub von einem Abstiegskandidaten zum Aufsteiger in der Saison 2022/23 (über die Playoffs) wandelte, endete das Engagement Ende Juni 2023 in stillschweigender Übereinkunft.
Im Juli 2024 heuerte Gerrard als Torwarttrainer beim Drittligisten Peterborough United an.

## Titel/Auszeichnungen
- Turnier von Toulon (1): 1993